# Ellipse (Sprache)
Als Ellipse (von altgriechisch ἔλλειψις élleipsis, deutsch ‚das Unterlassen, Ausbleiben, Zurückbleiben‘) bezeichnet man in der Linguistik sowohl das Auslassen von Satzteilen als auch die Sätze mit jenen Auslassungen. Häufig wird das Prädikat ausgelassen.
Elliptische Auslassungen lassen sich mit Hilfe des sprachlichen oder situativen Kontextes rekonstruieren. In der linguistischen Analyse der Ellipse werden ausgelassene Satzteile oft mit eckigen Klammern gekennzeichnet. Im Beispiel „Karl fährt nach Italien, Wilhelm [fährt] an die Nordsee“ lautet der elliptische Satz: Karl fährt nach Italien, Wilhelm an die Nordsee. Das Wort fährt wurde weggelassen.
Eine strenge Definition verlangt für die Ellipse, dass sie wortgetreu aus dem sprachlichen Kontext rekonstruiert werden kann.
Ellipsen sind in gesprochener Sprache häufig zu finden. Sie können sich nach und nach konventionalisieren oder zu fest gefügten Phrasen werden.
Beispiele für Ellipsen sind die Koordinationsellipse und die Subjektbinnenellipse.

## Beispiele
- Kann ich mal die Butter [haben]?
- Mir nichts, dir nichts.
- Je früher der Abschied [ist], desto kürzer [ist] die Qual.
- Je später der Abend [ist], desto schöner [werden] die Gäste.
- Nicht du, [sondern] ich!
- [Wenn das] Ende gut [ist], [ist] alles gut!
- Was [ist] nun?
- Was [ist] denn?
- [Ich wünsche Ihnen einen] Guten Morgen!
- Grüß (segne/beschütze, etym.) [dich] Gott!
- [Ich bitte Sie um] Entschuldigung!
- [Möchten Sie] Sonst noch was?
- [Haben Sie] Vielen Dank!
- [Fährt] Noch jemand ohne Fahrschein?
- Ohne [ein] Wenn und [ohne ein] Aber.
- Erst [kommt] die Arbeit, dann [kommt] das Vergnügen.
- Wer [ist] da?
- Es schlug mein Herz, geschwind zu Pferde! (aus Johann Wolfgang von Goethes Willkommen und Abschied, 1789).[5]
- Du willst doch wohl nicht …!